# 初期作戦能力
初期作戦能力（しょきさくせんのうりょく、英語: initial operating capability or initial operational capability, IOC）とは、実戦配備に必要な最低限の能力を備えている状態を指す用語である。この用語は、主として、アメリカ国防総省における装備品等の調達に関して用いられる。
ある装備品等について、初期作戦能力が認定されるためには、その運用能力の向上に必要な訓練を実施し、それを維持するために必要な整備用部品を供給して、DOTMLPF（Doctrine, Organization, Training, Material, Leadership, Personnel and Facilities, 教義･組織･訓練･資材･統率力及び教育･要員並びに施設）を充実できる態勢を確立できていなければならない。
初期作戦能力とは、一般的に「当該装備品等を装備する部隊または機関がそれを受領し、かつ、それを運用および整備する能力を有していることが認められる状態」と定義される。特定の装備品等に関する初期作戦能力については、当該装備品等の能力開発手順書（Capability Development Document, CDD）および能力要求書（ Capability Production Document, CPD）において定義される。
通常は、初期作戦能力を獲得した日が当該装備品等の運用開始日となる。このため、初期作戦能力が認定されるということは、当該装備品等の性能を向上させるための改修や調整、配備される装備品等（改修後の装備品等となる可能性もある）の数量の増加、またはその性能発揮を容易にするための試験や訓練を実施することにより、その能力の発揮がさらに確実なものになる公算が高いということを意味する。そして、その能力が完全に確立されたならば、完全作戦能力（かんぜんさくせんのうりょく、英語: full operational capability, FOC）が宣言されることになる。
装備品等は、初期作戦能力が認定された直後には限定された部隊のみに供給され、一定の期間をかけて徐々にすべての部隊に供給される（その間に何回も改修が繰り返される）場合もある。この場合、最初の部隊が当該装備品等を使い始めた時点の状態が初期作戦能力、予定していたすべての部隊にその装備品等が供給された時点の状態が完全作戦能力となる。ただし、完全作戦能力が認定された後に、当該装備品等の追加供給を行う場合もある。
装備品等の細部仕様は、構想時点のものから大きく変更される場合がある。例えば、ウェブサイトのように、実体としての製造や整備を伴わない装備品等は、ソフトウェアまたはコンテンツの準備が整った時ではなく、デザインのモックアップが出来上がった時点で既に初期作戦能力を定義してしまっていることが多い。このような場合、その初期作戦能力は、開発の進捗に関する非公式な表明や、初めての電源投入などの単なる事象のような、うわべだけの意味しか持っていないことになる。